# Copel
Copel oder Companhia Paranaense de Energia ist ein Energieunternehmen aus Paraná in Brasilien. Das Unternehmen ist an der brasilianischen Börse BOVESPA notiert.

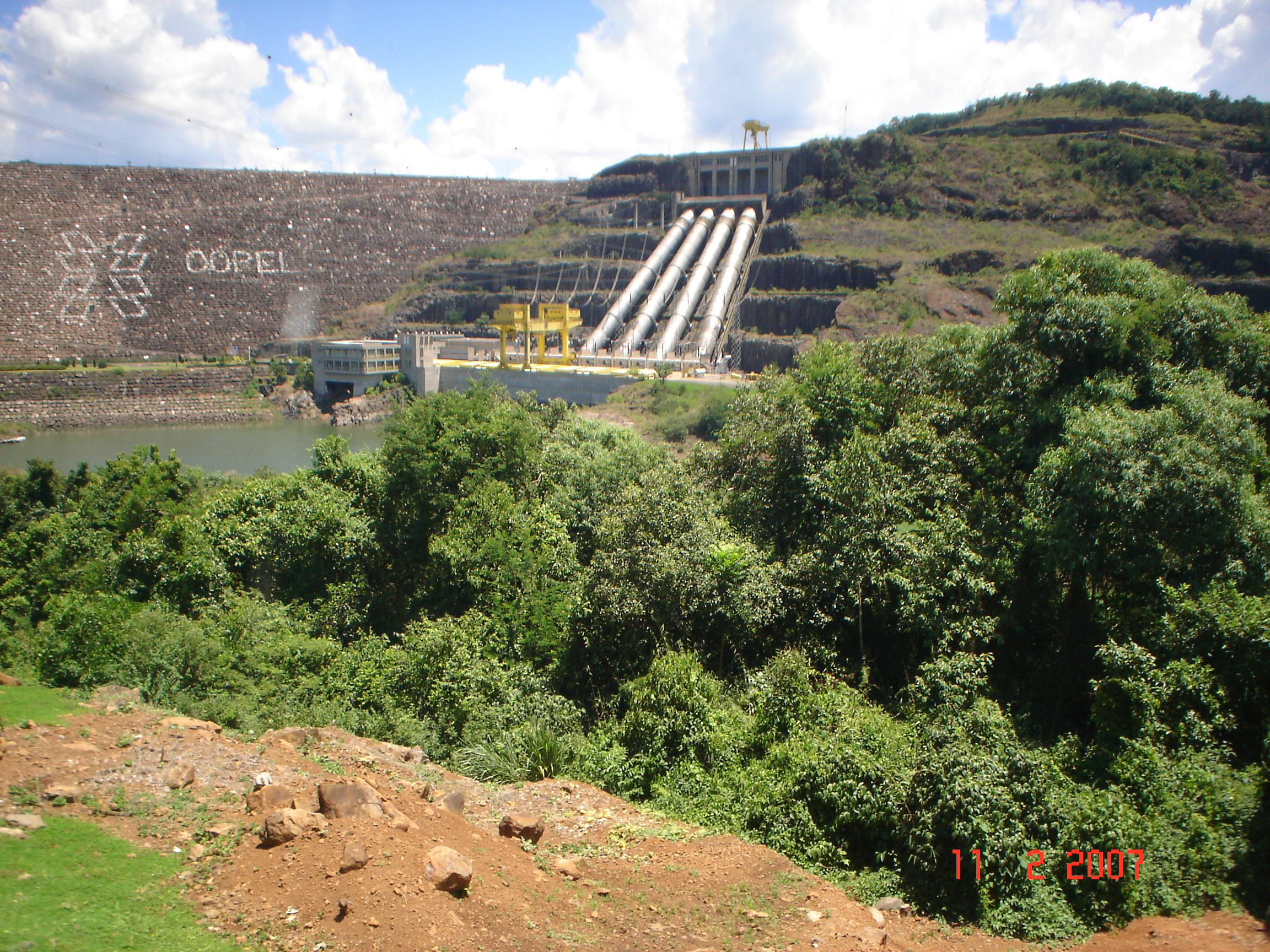
Wasserkraftwerk Governeur Ney Aminthas de Barros Braga in der Nähe von Mangueirinha

## Geschichte
Gegründet wurde das Unternehmen am 26. Oktober 1954 von Gouverneur Bento Munhoz da Rocha Neto.

## Erzeugung und Übertragung der elektrischen Energie
Das Unternehmen produziert und liefert Energie für Kunden in Brasilien. Ende 2019 verfügte Copel über eine installierte Kapazität von 7.246,4 MW, produziert durch 30 Anlagen (hochautomatisierte, ferngesteuerte 17 Wasserkraftwerke, 12 Windkraftwerke und 1 thermisches Kraftwerk).
Das Stromnetz von Copel im Bundesstaat Parana umfasst 7.441 km Hochspannungsleitungen und 30 Umspannwerke.